# Flagellariaceae
Famille
Classification APG III (2009)
Les Flagellariacées sont une famille de plantes monocotylédones. Elle comprend de 1 à 4 espèces du genre Flagellaria.
Ce sont des lianes pérennes des zones subtropicales à tropicales d'Afrique, de l'Asie du Sud-Est et du nord-est de l'Australie.

## Étymologie
Le nom vient du genre Flagellaria, du latin flagell (fouet), donné en raison des feuilles qui ont une pointe flagelliforme, c'est-à-dire en forme de fouet ou de vrille.

## Classification
En classification classique de Cronquist (1981) cette famille était dans l'ordres des Restionales.
La classification phylogénétique APG II (2003) et la classification phylogénétique APG III (2009) situent maintenant cette famille dans l'ordre des Poales.

## Liste des genres
Selon World Checklist of Selected Plant Families (WCSP) (20 avr. 2010), Angiosperm Phylogeny Website (18 mai 2010), NCBI (20 avr. 2010) et DELTA Angio (20 avr. 2010) :
- genre Flagellaria  L. (1753)

## Liste des espèces
Selon World Checklist of Selected Plant Families (WCSP) (20 avr. 2010) :
- genre Flagellaria  L. (1753)
  - Flagellaria gigantea  Hook.f. (1883)
  - Flagellaria guineensis  Schumach. (1827)
  - Flagellaria indica (en)  L. (1753)
  - Flagellaria neocaledonica  Schltr. (1906)

Selon NCBI (20 avr. 2010) :
- genre Flagellaria
  - Flagellaria indica (en)